# نارویی (طایفه)
نارویی یا نهرویی، از طایفه‌های بلوچ  از نظر تعداد یکی از  بیشترین فامیل  در میان طوایف بلوچ هستند و همچنین با مرور زمان بر اثر اتفاقاتی همچون نام اجداد و...پسوند به فامیلشان اضافه شده مانند نارویی شمس ، نارویی ایرانی ، نارویی تاجی و...
بر اساس نظر هنری پاتینجر که در سال ۱۸۱۰ میلادی از بلوچستان دیدن کرده‌است، نارویی‌ها را نژاد قد بلند، فعال و دارای قدرت جسمانی فوق‌العاده معرفی نموده‌است. او می‌گوید آنان در برابر تغییرات اقلیمی سازگار و از مرگ نیز نمی‌ترسند و در هنگام جنگ در نهایت رشادت می‌جنگند. در زمان پاتینجر، مهراب خان نارویی رئیس تمام طایفه نارویی بوده‌است.

## تاریخ
نارویی ها در گذشته از طوایف قدرتمند و حاکم در سیستان 
بودند.
رستم دستان  بلوچ بود در عصر باستان می زیسته است .
در سال 1897، بلوچها در سرحد، سراوان و بمپور به رهبری رئیس قبیله نارویی سردار حسین خان قیام کردند. در سال 1897 حسین خان به پهره (ایرانشهر) حمله کرد و در سرحد، سراوان و بمپور شورش عمومی علیه حکومت ایران را رهبری کرد و خواستار کاهش مالیات از یک سوم به یک دهم و خودمختاری شد.
بلوچستان غربی به ریاست مهراب خان نارویی در استقلال کامل به سر می برد. بمپور در اختیار سعید خان نارویی رییس طایفه نارویی قرار داشت.
سرداران طایفه نارویی تا مدت ها حاکم بر بلوچستان بودند و قلعه بمپور مقر سکونت آن ها بوده است. از جمله سردار حسین خان پسر سردار محمد علی خان که جدش و پدرش سال ها در بمپور حاکم بودند.
از سرداران و اشخاص برجسته طایفه نارویی می توان به : سردار سعید خان نارویی، سردار حسین خان نارویی، سردار خداد خان نارویی، سردار ملکشاه خان نارویی، سردار محمد علی خان نارویی و مهراب خان نارویی نام برد.

## پراکندگی
نارویی ها در ایران در استان سیستان و بلوچستان و همچنین در خراسان ساکن هستند. در شهرهای زابل، ایرانشهر، زاهدان(دزآپ) و نصرت آباد و بفیه شهرهای بلوچستان پراکنده اند. در خراسان رضوی و جنوبی در شهرهای سرخس جیرفت و ... این طایفه ساکن هست.
عده ای از طایفه نارویی در افغانستان ولایت نیمروز ساکن هستند.